# 24 uur van Daytona 1994
De 24 uur van Daytona 1994 was de 32e editie van deze endurancerace. De race werd verreden op 5 en 6 februari 1994 op de Daytona International Speedway nabij Daytona Beach, Florida.
De race werd gewonnen door de Cunningham Racing #76 van Scott Pruett, Butch Leitzinger, Paul Gentilozzi en Steve Millen, die allemaal hun eerste Daytona-zege behaalden. De GTS-klasse werd gewonnen door de Heico Competition #65 van Ulli Richter, Karl-Heinz Wlazik, Dirk Ebeling en Gunter Döbler. De WSC-klasse werd gewonnen door de Brix Racing #2 van Jeremy Dale, Ruggero Melgrati, Bob Schader en Price Cobb.

## Race
Winnaars in hun klasse zijn vetgedrukt.
| Pos. | Klasse | No. | Team                                     | Coureurs                                                                                          | Chassis                    | Ronden |
| ---- | ------ | --- | ---------------------------------------- | ------------------------------------------------------------------------------------------------- | -------------------------- | ------ |
| 1    | GTS    | 76  | Cunningham Racing                        | Scott Pruett Butch Leitzinger Paul Gentilozzi Steve Millen                                        | Nissan 300ZX Turbo         | 707    |
| 2    | GTS    | 86  | Larbre Competition                       | Bob Wollek Dominique Dupuy Jesús Pareja Jürgen Barth                                              | Porsche 964 Turbo          | 683    |
| 3    | GTU    | 65  | Heico Competition                        | Ulli Richter Karl-Heinz Wlazik Dirk Ebeling Gunter Döbler                                         | Porsche 964 Carrera RSR    | 671    |
| 4    | GTU    | 02  | Rohr Corporation                         | Frank Katthöfer Bernd Mayländer Harald Grohs Mark Sandridge                                       | Porsche 964 Carrera RSR    | 670    |
| 5    | GTS    | 6   | Brix Racing                              | Tommy Riggins R. K. Smith Price Cobb Irv Hoerr                                                    | Oldsmobile Cutlass Supreme | 665    |
| 6    | GTU    | 00  | Konrad Motorsport                        | Cor Euser Antônio Hermann Maurizio Sandro Sala Franz Konrad                                       | Porsche 964 Carrera RSR    | 664    |
| 7    | GTS    | 94  | Morrison Motorsports                     | John Heinricy Andy Pilgrim Stu Hayner Boris Said                                                  | Chevrolet Corvette         | 658    |
| 8    | GTU    | 79  | Freisinger Motorsport                    | Edgar Dören Gualtiero Garibaldi Luigino Pagotto Sandro Angelastri                                 | Porsche 964 Carrera RSR    | 656    |
| 9    | WSC    | 2   | Brix Racing                              | Jeremy Dale Ruggero Melgrati Bob Schader Price Cobb                                               | Spice AK93                 | 651    |
| 10   | WSC    | 63  | Downing/Atlanta Racing                   | Wayne Taylor Hugh Fuller Charles Morgan Jim Downing                                               | Kudzu DG-3 WSC             | 650    |
| 11   | GTS    | 5   | Brix Racing                              | John Fergus Mark Dismore Tommy Riggins Darin Brassfield                                           | Oldsmobile Cutlass Supreme | 634    |
| 12   | GTS    | 99  | Konrad Motorsport                        | Nick Ham Mikael Gustavsson Kalman Bodis Maurizio Sandro Sala Franz Konrad Bernd Netzeband         | Porsche 911 Turbo          | 632    |
| 13   | GTU    | 77  | Team Gunnar                              | Jay Cochran Ferdinand de Lesseps Michel Aouate                                                    | Porsche 911 Turbo          | 630    |
| 14   | GTU    | 73  | Jack Lewis Enterprises Ltd.              | Jack Lewis John Bourassa Bob Beasley Joe Cogbill                                                  | Porsche 911 Carrera RSR    | 613    |
| 15   | GTU    | 37  | Ecurie Biennoise                         | Enzo Calderari Lilian Bryner Renato Mastropietro Ruggero Grassi                                   | Porsche 911 Carrera RSR    | 612    |
| 16   | GTU    | 62  | Shelton Sports Cars                      | Didier Theys Steve Shelton Art Coia Tom Shelton                                                   | Ferrari 348 GTC            | 599    |
| 17   | GTU    | 0   | Championship Porsche/Leigh Miller Racing | Leigh Miller Kat Teasdale John Graham Arthur Porter                                               | Porsche 968                | 584    |
| 18   | GTS    | 21  | Kent Painter                             | Vic Rice Robert Nearn David Gooding Mauro Borella                                                 | Chevrolet Camaro           | 541    |
| 19   | GTS    | 51  | Bruce Trenery                            | Andrew Osman Bruce Trenery Jeffrey Pattinson Thomas Bscher                                        | Oldsmobile Cutlass         | 538    |
| 20   | GTU    | 08  | Nissan Motorsports                       | Syunji Kasuya Takamasa Nakagawa Steven Andskär                                                    | Nissan Skyline GT-R        | 532    |
| 21   | GTS    | 31  | Kent Painter                             | Guy Kuster Joaquin DeSoto John Starkey Kent Painter                                               | Chevrolet Camaro           | 524    |
| 22   | GTS    | 71  | Churchill Transport                      | Jerry Churchill Randy Churchill Ken Bupp Guy Church                                               | Oldsmobile Cutlass         | 519    |
| 23   | GTU    | 32  | Botero Racing Team                       | Rob Wilson Felipe Solano Luis Rico Lucio Bernal Luis Alvun                                        | Mazda MX-6                 | 498    |
| 24   | GTS    | 13  | Anthony Puleo                            | Anthony Puleo Craig Stone Ray Irwin Daniel Urrutia                                                | Chevrolet Camaro           | 490    |
| DNF  | GTS    | 59  | Brumos Racing                            | Walter Röhrl Hurley Haywood Danny Sullivan Hans-Joachim Stuck                                     | Porsche 964 Turbo          | 467    |
| 26   | GTU    | 19  | Bill Auberlen                            | Bill Auberlen Les Lindley Ron Finger Mike Sheehan                                                 | Mazda RX-7                 | 462    |
| 27   | GTS    | 87  | John Annis                               | John Annis Louis Beall Claude Lawrence Chris Funk                                                 | Chevrolet Camaro           | 447    |
| DNF  | GTS    | 25  | Kreider Racing, Inc.                     | Scott Watkins Dale Kreider Nort Northam Brian DeVries                                             | Oldsmobile Cutlass         | 428    |
| 29   | GTU    | 57  | Kryderacing                              | Reed Kryder Tommy Miller Larry Ray Frank Del Vecchio                                              | Nissan 240SX               | 413    |
| DNF  | WSC    | 45  | Scandia Motorsports                      | Lon Bender Steve Fossett Andreas Fuchs Don Bell                                                   | Kudzu DG-2 WSC             | 410    |
| DNF  | GTU    | 69  | Gustl Spreng Racing                      | Gustl Spreng Fritz Müller Kersten Jodexnis                                                        | Porsche 964 Carrera RSR    | 394    |
| DNF  | GTU    | 68  | Charles Coker Jr.                        | Arthur Pilla Hugh Johnson Joe Danaher Charles Coker                                               | Porsche 944 Turbo          | 390    |
| 33   | GTS    | 93  | Morrison Motorsports                     | Jim Minneker Jeff Nowicki Scott Allman Ken Wilden                                                 | Chevrolet Corvette         | 390    |
| DNF  | GTU    | 52  | Angelo Cilli                             | David Murry Angelo Cilli Tammy Jo Kirk Anthony Lazzaro                                            | Porsche 911                | 372    |
| DNF  | GTU    | 96  | John Mirro                               | Don Knowles John Mirro Rick Sutherland Dirk Layer                                                 | Nissan 240SX               | 359    |
| DNF  | GTU    | 4   | Dibos Racing                             | Juan Dibos Eduardo Dibós Chappuis Raúl Orlandini Dan Robson                                       | Mazda RX-7                 | 359    |
| DNF  | GTU    | 48  | Chamberlain Engineering                  | Hilton Cowie Stephen Watson George Fouché                                                         | Lotus Esprit Sport 3       | 354    |
| 38   | GTU    | 8   | Saeta Racing                             | Henry Taleb Terry Andrews Jean-Pierre Michelet Wilson Amador                                      | Nissan 300ZX               | 352    |
| 39   | WSC    | 36  | Pegasus Racing                           | Paul Dallenbach Oliver Kuttner                                                                    | Pegasus                    | 343    |
| DNF  | WSC    | 16  | Dyson Racing                             | James Weaver Rob Dyson Scott Sharp John Paul jr.                                                  | Spice DR-3                 | 339    |
| DNF  | GTS    | 75  | Cunningham Racing                        | Steve Millen John Morton Johnny O'Connell                                                         | Nissan 300ZX Turbo         | 283    |
| DNF  | GTU    | 82  | Wendy's Racing Team                      | Dick Greer Peter Uria Al Bacon Mike Mees                                                          | Mazda RX-7                 | 258    |
| DNF  | GTS    | 35  | Bill McDill                              | Richard McDill Tom Juckette Bill McDill                                                           | Chevrolet Camaro           | 253    |
| DNF  | GTU    | 26  | Alex Job Racing                          | Jim Pace Mike Smith Charles Slater Butch Hamlet                                                   | Porsche 911                | 238    |
| DNF  | WSC    | 9   | Auto Toy Store, Inc.                     | Geoff Brabham Derek Bell Andy Wallace Morris Shirazi                                              | Spice SE89P                | 223    |
| DNF  | WSC    | 44  | Scandia Motorsports                      | Fermín Vélez Ross Bentley Tim McAdam Andy Evans                                                   | Spice WSC94                | 223    |
| 47   | GTS    | 3   | O'Brien Motorsports, Inc.                | Linda Pobst Margy Eatwell Tami Rai Busby Kat Teasdale Leigh O'Brien                               | Chevrolet Camaro           | 219    |
| DNF  | GTU    | 18  | Champion Porsche/Leigh Miller Racing     | Roger Schramm Paul Lewis Chuck Goldsborough Ludwig Heimrath jr.                                   | Porsche 944 Turbo          | 207    |
| DNF  | GTU    | 27  | Porsche Club EV                          | Olaf Manthey Oliver Mathai Wolfgang Mathai                                                        | Porsche 911 Carrera RSR    | 188    |
| DNF  | GTU    | 33  | Ralph Thomas                             | Douglas Campbell Ralph Thomas Frank Jackson                                                       | Mazda RX-7                 | 183    |
| DNF  | GTS    | 72  | Champion Porsche                         | Bill Adam Juan Manuel Fangio II Brian Redman Mike Peters                                          | Porsche 964 Turbo          | 177    |
| DNF  | GTU    | 70  | Dynamic Air Conditioning                 | Bill Ferran Bruce Jones Ray Hendricks Jay Kjoller                                                 | Porsche 911                | 172    |
| DNF  | GTU    | 42  | Rudolf Brent                             | Stig Amthor Rolf Kuhn Philippe de Craene Philippe Olczyk                                          | Porsche 911 Carrera RSR    | 171    |
| DNF  | WSC    | 11  | Tony Kester                              | Stan Cleva Rob Mingay Joseph Hamilton Tony Kester                                                 | Tiga GT286 Spyder          | 160    |
| 55   | GTS    | 23  | Curren Motorsports                       | Tom Curren Ed de Long Robert Borders                                                              | Oldsmobile Cutlass         | 153    |
| DNF  | GTS    | 50  | Overbagh Racing                          | Oma Kimbrough David Kicak Robert McElheny Max Schmidt C. J. Johnson Hoyt Overbagh Mark Montgomery | Chevrolet Camaro           | 61     |
| DNF  | GTU    | 78  | Pettit Racing                            | Cameron Worth Bill Weston                                                                         | Mazda RX-7                 | 58     |
| DNF  | GTU    | 24  | Saeta Racing                             | Alfonso Darquea Carlos Paredas Macelo Darquea Andres Izurieta Henry Bradley                       | Toyota Corolla             | 51     |
| DNF  | GTS    | 04  | Art Cross                                | Art Cross Len McCue Jim Christ Kerry Hitt Mark Kennedy                                            | Chevrolet Camaro           | 31     |
| DNF  | GTU    | 58  | Pro Technic Racing                       | Sam Shalala Ernie Lader Omar Daniel Alex Tradd Frank Beard                                        | Porsche 911                | 19     |
| DNF  | GTU    | 91  | Mel A. Butt                              | C. Lorin Hicks Mel Butt Tommy Johnson Ronald Zitza                                                | Porsche 911                | 12     |
| DNF  | GTU    | 07  | Commercial Motorsports                   | Rick Bye Harry Hatch Raymond David                                                                | Porsche 968 Turbo          | 8      |
| DNS  | GTU    | 01  | Rohr Corporation                         | Jochen Rohr John O'Steen Larry Schumacher Jeff Zwart                                              | Porsche 964 Carrera RSR    | 0      |
| DNS  | GTU    | 47  | Chamberlain Engineering                  | Thorkild Thyrring Doc Bundy Jürgen Lässig Harry Nuttall                                           | Lotus Esprit Sport 3       | 0      |
| DNS  | GTU    | 61  |                                          | Danny Marshall John Biggs Weldon Scrogham Cole Scrogham Bob Rost                                  | Porsche 964 Carrera        | 0      |

1962 · 1963 · 1964 · 1965 · 1966 · 1967 · 1968 · 1969 · 1970 · 1971 · 1972 · 1973 · 1974 · 1975 · 1976 · 1977 · 1978 · 1979 · 1980 · 1981 · 1982 · 1983 · 1984 · 1985 · 1986 · 1987 · 1988 · 1989 · 1990 · 1991 · 1992 · 1993 · 1994 · 1995 · 1996 · 1997 · 1998 · 1999 · 2000 · 2001 · 2002 · 2003 · 2004 · 2005 · 2006 · 2007 · 2008 · 2009 · 2010 · 2011 · 2012 · 2013 · 2014 · 2015 · 2016 · 2017 · 2018 · 2019 · 2020 · 2021 · 2022 · 2023 · 2024 · 2025